# Dead Wrong
«Dead Wrong» — песня американского рэпера The Notorious B.I.G. из его третьего альбома Born Again. Композиция была записана совместно с Эминемом и была выпущена посмертно как сингл в 1999 году. Семплом выступила песня Эл Грина «I’m Glad You’re Mine». Песня дебютировала на 39-м месте в чарте Hot R&B/Hip-Hop Songs. Ремикс оригинала продюсировал Easy Mo Bee. Оригинальная версия была выпущена в альбоме Mister Cee’s Best of Biggie 10th Anniversary Mixtape, и альтернативный второй куплет читался без Эминема.
Существует официальный ремикс совместно с Баста Раймс.

## Музыкальное видео
Видео было изложено в аналогичном варианте как и хит Тупака «Changes». Показаны все фотосессии, концерты и интервью The Notorious B.I.G.